# Туровская улица (Киев)
Ту́ровская улица (укр. Турівська вулиця) — улица в Подольском районе города Киева, местность Подол. Пролегает от Набережно-Крещатицкой улицы до Еленовской улицы.
Примыкают улицы Почайнинская, Оболонская и Юрковская.

## История
Туровская улица впервые обозначена на проектном плане 1812 года под таким же названием. В 1869 году название было официально утверждено. Название улицы происходит от Туровской божницы, существовавшей здесь во времена Киевской Руси и от ручья Турец, правого притока реки Почайна, который протекал неподалёку (теперь в коллекторе).

## Застройка
Застройка улицы весьма эклектична, дома являют собой смесь разных стилей и эпох. Среди них: классические «сталинки» (дом № 12, 32, 30/55), «хрущёвка» серии 1-438-5 (№ 19), девятиэтажная кирпичная «хрущёвка» (№ 4), современные дома, возведённые по индивидуальным проектам (№ 9, 18-20, 15, 24, 29, 31).
На улице осталось несколько домов начала XX столетия. Наиболее интересным из них является дом № 26 — бывший Подольский дневной приют для детей рабочего класса, возведённый в 1905—1907 годах по проекту архитектора П. Лебедева. Это было одно из пяти аналогичных заведений, основанных в Киеве Обществом дневных приютов для детей рабочего класса, которое действовало с 1874 года.

## Мемориальные доски
- дом № 15 — мемориальная доска в честь В. М. Шифрина, учёного-металлурга.

## Важные учреждения
- Институт перспективного проектирования и технико-экономических исследований (дом № 19)
- Детская поликлиника № 3 Подольского района (дом № 26)
- Государственная инспекция Подольского района (дом № 12)

## Транспорт
- Ближайшая станция метро Тараса Шевченко

## Почтовые индексы
04070, 04080